# Mamotrept
Mamotrept, mammotrept, mammotrekt (z greki mammothreptós  – wychowany przez babkę, karmiony piersią) – w średniowieczu słownik biblijny zawierający tłumaczenie trudniejszych  wyrazów w Piśmie Świętym z łaciny na język żywy. Czasami również wyjaśnia  bardziej skomplikowane formy językowe. 
Mamotrepty układane były alfabetycznie lub według rozdziałów Starego i Nowego Testamentu.
Najstarszy zachowany polski mamotrept pochodzi z 1426 r. (wydany przez  Aleksandra Brücknera w 1899 r. z rękopisu znajdującego się w Bibliotece Publicznej w Petersburgu).  Zatytułowany jest Vocabula in s. scriptura rara per ordinem alphabeti („Wyrazy w Piśmie św. rzadkie w porządku alfabetycznym”).   Zawiera tłumaczenie 19 wyrazów.  Późniejsze mamotrepty polskie (popularne zwłaszcza w drugiej połowie XV w.) liczą już nawet po kilka tysięcy pozycji.